# Зерновий (Ташлинський район)
Зернови́й (рос. Зерновой) — селище у складі Ташлинського району Оренбурзької області, Росія.

## Населення
Населення — 261 особа (2010; 267 у 2002).
Національний склад (станом на 2002 рік):
- росіяни — 80 %